# I liga urugwajska w piłce nożnej (1901)
- Mistrz Urugwaju 1901: CURCC Montevideo
- Wicemistrz Urugwaju 1901: Club Nacional de Football
- Spadek do drugiej ligi: nikt nie spadł
- Awans z drugiej ligi: nikt nie awansował

Mistrzostwa Urugwaju w roku 1901 były mistrzostwami rozgrywanymi według systemu, w którym wszystkie kluby rozgrywały ze sobą mecze każdy z każdym u siebie i na wyjeździe, a o tytule mistrza i dalszej kolejności decydowała końcowa tabela.

## Primera División

### Końcowa tabela sezonu 1901
| Poz | Klub                        | Mecze | Zw | Rem | Por | Pkt | BrZd | BrStr |
| --- | --------------------------- | ----- | -- | --- | --- | --- | ---- | ----- |
| 1   | CURCC Montevideo            | 8     | 7  | 1   | 0   | 15  | 30   | 4     |
| 2   | Club Nacional de Football   | 8     | 5  | 2   | 1   | 12  | 15   | 8     |
| 3   | Uruguay Athletic Montevideo | 8     | 3  | 1   | 4   | 7   | 11   | 16    |
| 4   | Deutscher Montevideo        | 8     | 1  | 1   | 6   | 3   | 5    | 19    |
| 5   | Albion Montevideo           | 8     | 1  | 1   | 6   | 3   | 3    | 17    |

Kadra drużyny CURCC, mistrzów Urugwaju:
Edmundo Acebedo, Jorge Arteaga, Julio Barbero, Felipe Barrufa, Guillermo Jaime Best, Jaime Buchanan, Aniceto Camacho, Jorge Canning, Guillermo Colombo, Guillermo Davies (kapitan), Ricardo De los Ríos, Anselmo Faustino Fabre, Fred Jackson (kapitan), Tomás Lewis, Carlos Lindeblad, Lorenzo Mazzucco, Juan Pena, Julio Soisa, Dalmiro Vittori, Carlos Ward. Trener: Guillermo Davies.